# Flustrellidra aspinosa
Flustrellidra aspinosa is een mosdiertjessoort uit de familie van de Flustrellidridae. De wetenschappelijke naam van de soort is voor het eerst geldig gepubliceerd in 1953 door Mawatari.